# Piero Sanpaolesi
Piero Sanpaolesi (Rimini, 8 gennaio 1904 – Firenze, 9 marzo 1980) è stato un architetto, storico dell'architettura e restauratore italiano.
Protagonista della cultura del restauro della seconda metà del Novecento, è stato tra i primi a sperimentare metodi per il consolidamento dei materiali lapidei impiegati in architettura.

## Vita e opere
Laureato in Ingegneria civile all'Università di Pisa nel 1929, fin dal 1932 si dedica al settore del restauro svolgendo indagini e interventi nel Laboratorio degli Uffizi di Firenze. Nel 1934 a seguito di un concorso entra nell'Amministrazione delle Belle arti, nella quale nel 1937 (anno in cui consegue anche la laurea in Architettura) diventa architetto dirigente presso la Soprintendenza di Firenze.
In questo periodo inizia gli studi sull'architettura del Brunelleschi - ed in particolare sulla Cupola di Santa Maria del Fiore - e le prove di consolidamento dei materiali lapidei con fluosilicati (sperimentandoli nella Lanterna della Sagrestia Vecchia di San Lorenzo a Firenze e nel pulpito del duomo di Prato). Nel 1938 realizza la nuova facciata della Pieve di Santo Stefano a Campi Bisenzio.
Nel 1941 ottiene la libera docenza in Caratteri stilistici e costruttivi dei monumenti.
Dal 1943 al 1960 è Soprintendente ai Monumenti e alle Gallerie di Pisa. Impegnandosi inizialmente nella protezione dei beni artistici ed architettonici dai rischi connessi all'attività bellica, ed in seguito ai restauri dei beni danneggiati.
In questa attività emerge la sua posizione avversa agli interventi di ricostruzione com'era e dov'era molto diffusi nel periodo post bellico.
Nel 1946 è membro della Commissione Ministeriale per lo studio delle condizioni statiche della Torre di Pisa.
Dal 1946 al 1959 insegna Architettura e composizione architettonica e per una breve periodo Tecnica urbanistica presso la Facoltà di Ingegneria l'Università di Pisa. Dal 1954 insegna Caratteri stilistici e costruttivi dei monumenti presso la Facoltà di Architettura di Firenze e nel 1959 Storia dell'architettura e rilievo dei monumenti all'Università di Istanbul.
Nel 1960 vince il concorso per professore ordinario presso la Facoltà di Architettura di Firenze, dove fonda l'Istituto di Restauro dei Monumenti.
Nel 1964 è membro del Comitato organizzatore del II Congresso internazionale degli architetti e dei tecnici dei monumenti di Venezia, organizzando a Palazzo Grassi la 2ª mostra internazionale del restauro monumentale curandone il catalogo-giuda con il suo allievo Marco Dezzi Bardeschi.
In questo periodo riprende ed approfondisce gli studi sul consolidamento dei materiali lapidei applicandoli nei restauri di:
- Palazzo Bartolini Salimbeni di Firenze (1960-62).
- Castelnuovo di Napoli (1962-63).
- Palazzo Pucci di Firenze (1962-65).
- Palazzo Rucellai di Firenze (nel 1963 la Loggia, nel 1965-67 la facciata).
- Basilica di San Michele Maggiore a Pavia (1963-67).
- Ca' d'Oro di Venezia (1968).
- Villa Rasponi, già Paradiso dei Gaddi a Firenze (1968).

Questi interventi - e in particolare quello sul San Michele - destarono numerose critiche per le alterazioni cromatiche indotte nei materiali lapidei trattati (sbiancamento in un primo periodo ingiallimento in seguito), ma testimoniano l'attività di precursore dei moderni sistemi di consolidamento dei materiali come alternativa alla sostituzione vista sempre come perdita di autenticità.
Dal 1969 al '71 è preside della Facoltà di Architettura di Firenze.
Nel 1973 pubblica Discorso sulla metodologia generale del restauro dei monumenti: il testo in cui riassume il suo pensiero di teorico del restauro. In esso sono esplicitati tutti i temi proposti nei precedenti scritti: lo studio costruttivo dei monumenti, l'approccio conservativo al restauro (poi radicalizzato da Dezzi Bardeschi), lo studio delle cause del degrado e la sperimentazione delle soluzioni tecniche per il consolidamento che consentano di non sostituire i materiali.
Nel 1975 fa parte della commissione di studio sulla Cupola del Brunelleschi.
Negli anni Settanta progetta inoltre i restauri delle Moschee del Venerdì di Gazvin e Saveh in Iran.
Nel 1980 muore all'età di 76 anni, lasciando numerosi allievi che hanno approfondito e diffuso il suo metodo di studio dei monumenti attento all'analisi delle tecniche costruttive e fortemente orientato alla conservazione dei materiali. Fra di essi:
- Marco Dezzi Bardeschi.
- Francesco Gurrieri.
- Paolo Alberto Rossi.
- Piero Roselli.
- Gennaro Tampone.
- Roberto Cecchi.
- Mario Negri.

## Scritti
- Piero Sanpaolesi, La Piazza dei miracoli: il Duomo, il Battistero, il campanile, il Camposanto di Pisa, Firenze, Del Turco, 1949.
- Piero Sanpaolesi, Brunelleschi, Club del Libro, Milano, 1962.
- Marco Dezzi Bardeschi, Piero Sanpaolesi, 2ª mostra internazionale del restauro monumentale. Catalogo guida, 1964.
- Piero Sanpaolesi, Santa Sofia a Costantinopoli, Forma e colore 55, 1965.
- Piero Sanpaolesi, Metodo di indurimento delle pietre dell'architettura, Vallecchi, Firenze, 1966.
- Piero Sanpaolesi, La facciata di San Michele Maggiore. Bilancio tecnico dei lavori, in Arte a Pavia. Salvataggi e restauri, Fusi, Pavia, 1966.
- Piero Sanpaolesi, Discorso sulla metodologia generale del restauro dei monumenti, Editrice Edam, Firenze, 1973.
- Piero Sanpaolesi, La Cupola di Santa Maria del Fiore. Il progetto la costruzione, Editrice Edam, Firenze, 1977.
- Piero Sanpaolesi, Scritti vari di storia, restauro e critica dell'architettura, Università degli studi Firenze: Facoltà di Architettura, Firenze, 1978.
- Piero Sanpaolesi, La chiesa di S. Sofia a Costantinopoli, Officina Edizioni, Roma 1978.

## Archivio personale
Nel 2019 l'archivio personale di Piero Sanpaolesi è stato donato dalla famiglia al Dipartimento di architettura dell'Università di Firenze.. Inoltre la Biblioteca di Scienze tecnologiche - Architettura dell'ateneo fiorentino conserva l'Archivio fotografico di Restauro, comprendente un nucleo storico di negativi, prodotti da Sanpaolesi durante il periodo in cui lavorò presso le Soprintendenze di Firenze e di Pisa